# Mauritiusgås
Mauritiusgås (Alopochen mauritiana) är en utdöd fågel i familjen änder inom ordningen andfåglar som förekom på ön Mauritius. Dess närmaste släkting är nilgås (A. aegyptiaca). Trots att den är känd endast från två ben finns den beskriven i ett flertal reserapporter, senast 1693, och den tros ha dött ut kort efteråt.